# Oligoaeschna
Oligoaeschna är ett släkte av trollsländor. Oligoaeschna ingår i familjen mosaiktrollsländor.

## Dottertaxa tillOligoaeschna, i alfabetisk ordning[1]
- Oligoaeschna amata
- Oligoaeschna andamani
- Oligoaeschna aquilonaris
- Oligoaeschna buehri
- Oligoaeschna decorata
- Oligoaeschna elacatura
- Oligoaeschna foliacea
- Oligoaeschna khasiana
- Oligoaeschna kunigamiensis
- Oligoaeschna lieni
- Oligoaeschna martini
- Oligoaeschna minuta
- Oligoaeschna modiglianii
- Oligoaeschna mutata
- Oligoaeschna niisatoi
- Oligoaeschna petalura
- Oligoaeschna platyura
- Oligoaeschna poeciloptera
- Oligoaeschna pramoti
- Oligoaeschna pryeri
- Oligoaeschna pseudosumatrana
- Oligoaeschna pyanan
- Oligoaeschna sabre
- Oligoaeschna speciosa
- Oligoaeschna sumatrana
- Oligoaeschna tsaopiensis
- Oligoaeschna uemurai
- Oligoaeschna uropetala
- Oligoaeschna venatrix
- Oligoaeschna venusta
- Oligoaeschna zambo